# Dovre
Dovre é uma comuna da Noruega, com 1365 km² de área e 2883 habitantes (censo de 2004).         